# Lista de residências reais da Dinamarca
A Família real dinamarquesa faz uso de uma variedade de residências em todo o território dinamarquês. Historicamente, todas as residências da família real eram de uso privado do soberano e de seus descendentes. Com a adoção de uma nova constituição em 1849, algumas das residências passaram à propriedade do "Reino da Dinamarca", sendo que alguns poucos palácios são mantidos como propriedade privada de membros da realeza sem que possam ser transferidos arbitrariamente. O governo da Dinamarca, através de sua Agência de Palácios e Propriedades Culturais, é responsável pela manutenção da maior parte dos palácios e jardins reais da Coroa dinamarquesa.
A família real dinamarquesa tradicionalmente ocupa diferentes palácios de acordo com a temporada anual. No verão, Margarida II costuma estabelecer-se no Palácio de Marselisborg - que inclusive figura como uma de suas duas propriedades privadas com condição de residência real - ou no mais moderno Palácio de Gravenstein. Nos meses de intenso inverno, a família real tem por tradição ocupar o mais conhecido de prestigioso Palácio de Amalienborg, frequentemente tido como residência oficial da realeza por estar situado no centro de Copenhaga. 

## Residências reais da Dinamarca
| | Palácio de Amalienborg    |
| - Localização: Copenhaga - Construção: 1750-1760 |                           |
| O Palácio de Amalienborg é a residência de inverno dos monarcas dinamarqueses, sendo situado em Copenhaga, Dinamarca. O complexo palaciano consiste em quatro palácios idênticos com interior em rococó erguidos em torno de um pátio octogonal. No centro da praça ergue-se uma monumental estátua equestre de Frederico V, o primeiro monarca a residir no local. |                           |
| | Palácio de Christiansborg |
| - Localização: Copenhaga - Construção: 1907-1928 |                           |
| Historicamente, o Palácio de Christianborg em Copenhaga, é a principal residência dos monarcas dinamarqueses. Contudo, após o incêndio que destruiu o edifício original em 1794, a família real passou a residir em Amalienborg. Ainda hoje, partes do novo palácio continuam sendo utilizadas para eventos oficiais da realeza e cerimônias de Estado. O palácio também abriga reuniões públicas e sessões do Conselho de Estado além de sediar os Estábulos Reais, órgão que organiza o transporte de membros da realeza.                                                                                     |                           |
| | Palácio de Fredensborg    |
| - Localização: Fredensborg - Construção: 1720-1753 |                           |
| O Palácio de Fredensborg está situado na margem oriental do Lago Esrum, na cidade de Fredensborg, na Zelândia. O palácio é utilizado como residência de veraneio e primavera da família real dinamarquesa, sendo eventualmente um local de importantes acontecimentos da história da monarquia. Apesar de não ter o mesmo status dos demais palácios reais, permanece como a mais recorrente residência da família real. |                           |
| | Palácio de Marselisborg   |
| - Localização: Aarhus - Construção: 1899-1902 |                           |
| O Palácio de Marselisborg serve de residência de veraneio da família real dinamarquesa em Aarhaus. Historicamente, os jardins do palácio pertenceram à dinastia Marselis, que lhe dão o nome atual. Marselisborg tornou-se residência real quando o então Príncipe Herdeiro Cristiano (posteriormente, Cristiano X) e a Princesa Alexandrina receberam a propriedade como presente de casamento do povo da Dinamarca. Como tal, o palácio é propriedade privada da família real, mas deve ser mantido para uso dos futuros monarcas. O prédio principal foi concluído em 1902 segundo projeto de Hack Kampmann. |                           |
| | Palácio de Gravenstein    |
| - Localização: Sønderborg - Construção: 1935 |                           |
| O Palácio de Gravenstein é a segunda residência de veraneio da família real dinamarquesa. Está situado em Gråsten, na Jutlândia, no sul do país. O edifício principal da propriedade possui uma fachada moderna em cor branca, com portas venezianas que dão acesso a um pátio e vastos jardins. A propriedade circundante abriga ainda estábulos e outras instalações privadas. É conhecido como cenário de fotografias oficiais da realeza. |                           |
| | Palácio Eremitage         |
| - Localização: Dyrehaven - Construção: 1734-1736 |                           |
| O Palácio Eremitage localiza-se em Dyrehaven, ao norte de Copenhaga, Dinamarca. Foi projetado por Lauritz de Thurah em estilo barroco e construído entre 1734 e 1736 seguindo a idealização de Cristiano VI que desejava um palácio para abrigar grandes banquetes e festivais de caça. Nunca planejado como residência real, a decoração interna do palácio foi planejada para que os presentes não necessitassem de mordomos ou serviçais. |                           |
| | Palácio de Sorgenfri      |
| - Localização: Copenhaga - Construção: 1756-1757 |                           |
| O Palácio de Sorgenfri foi originalmente construído como residência do conde Carl Ahlefeldt em 1706. O palácio tornou-se residência real em 1730 após ser adquirido por membros da família real dinamarquesa. O palácio foi mantido como principal residência de veraneio de Cristiano X e da Princesa Alexandrina, sendo que seus filhos Frederico (futuramente, Frederico IX) e Canuto nasceram ambos no palácio. |                           |
| | Château de Cayx           |
| - Localização: Cahors, França - Construção: século XVI |                           |
| O Château de Cayx é uma residência real dinamarquesa localizada em Cahors, no sul da França. O castelo foi edificado durante o século XIV e, desde então, reformado e adaptado por diversas vezes. Em 1974, o local foi adquirido por Margarida II e vêm sendo utilizado como "um relaxante cenário de reuniões de toda a família real e seus parentes franceses". |                           |